# 佛山大学
佛山大学（英語：Foshan University），简称佛大，系中国广东省佛山市的一所高等院校。
佛山科学技术学院起源于1958年创建的佛山大学和华南农学院佛山分院。学校于2013年获硕士学位授予权，2015年博士联招，2016年部分专业调整至一本招生。现为广东省和佛山市重点建设高水平理工科大学。学校现有仙溪、江湾、河滨三个校区。

## 发展历程
佛山大学的前身——佛山师范专科学校和华南农学院佛山分院于1958年成立。1986年2月，在佛山师范专科学校基础上，成立了佛山大学；同年，华南农学院佛山分院更名为佛山兽医专科学校，后更名为佛山农牧高等专科学校。
1995年3月，佛山大学和佛山农牧高等专科学校合并，更名为佛山科学技术学院，对外交流继续沿用 Foshan University 的校名。2005年2月，佛山职工医学院和佛山教育学院并入佛山科学技术学院。
2013年7月，佛山科学技术学院经国务院学位委员会批准为硕士学位授予单位。2015年9月，佛山科学技术学院入选广东省高水平理工科大学建设高校；2021年8月，入选广东省高水平大学建设计划（重点学科建设高校）名单。
2019年，广东省人民政府向教育部申请将佛科院更名为广东科学技术大学；但因疫情和独立学院转设工作影响，教育部暂时搁置了全国更名大学工作。2023年8月，广东省教育厅发布公示，拟向教育部申报将佛科院更名为佛山大学。2024年5月29日，教育部正式发函广东省人民政府同意佛科院更名为佛山大学。同年8月，学校增列为博士学位授予单位。同年9月20日，佛山大学揭牌，学校正式完成更名。

## 相册

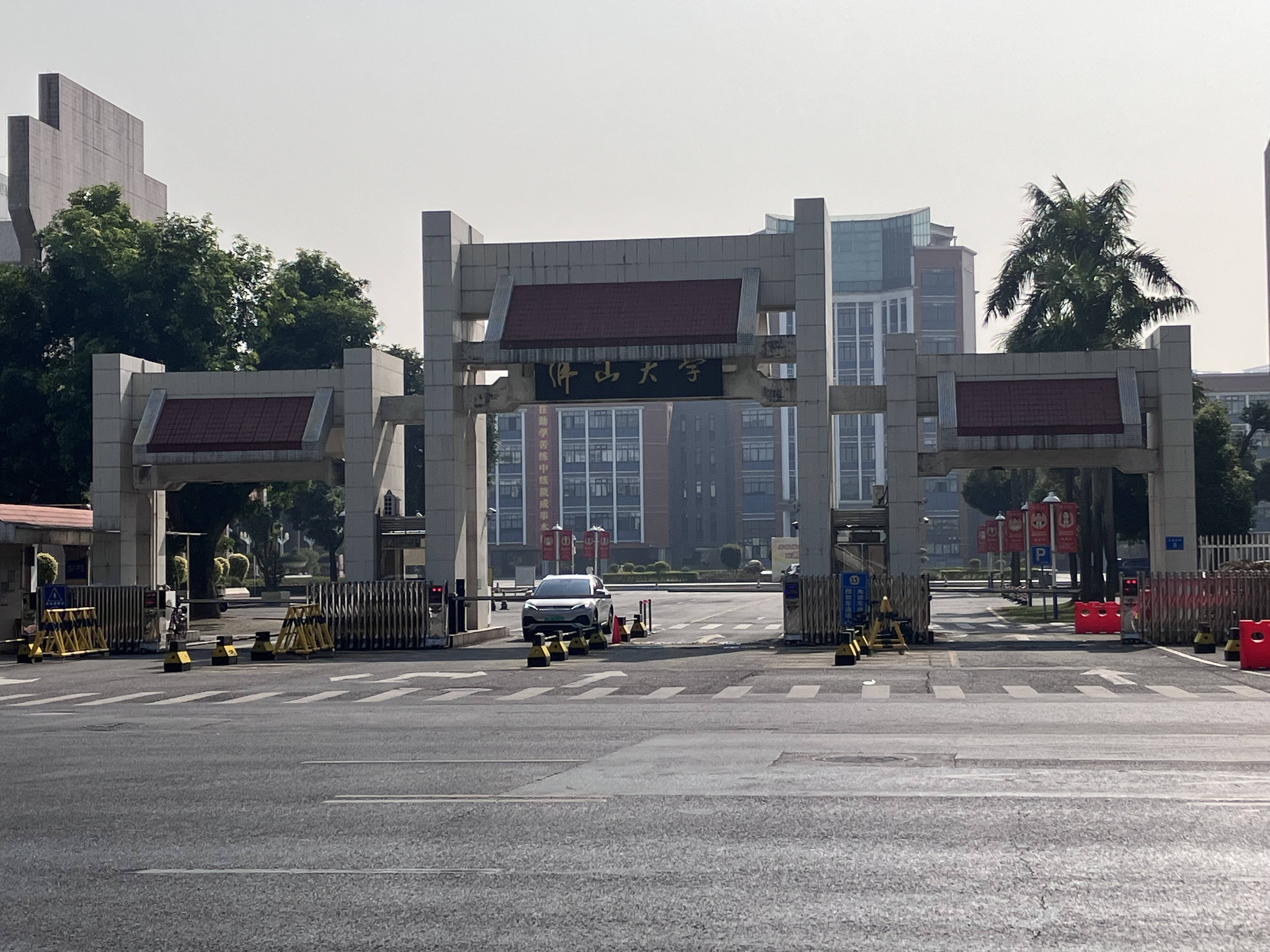
江灣校區
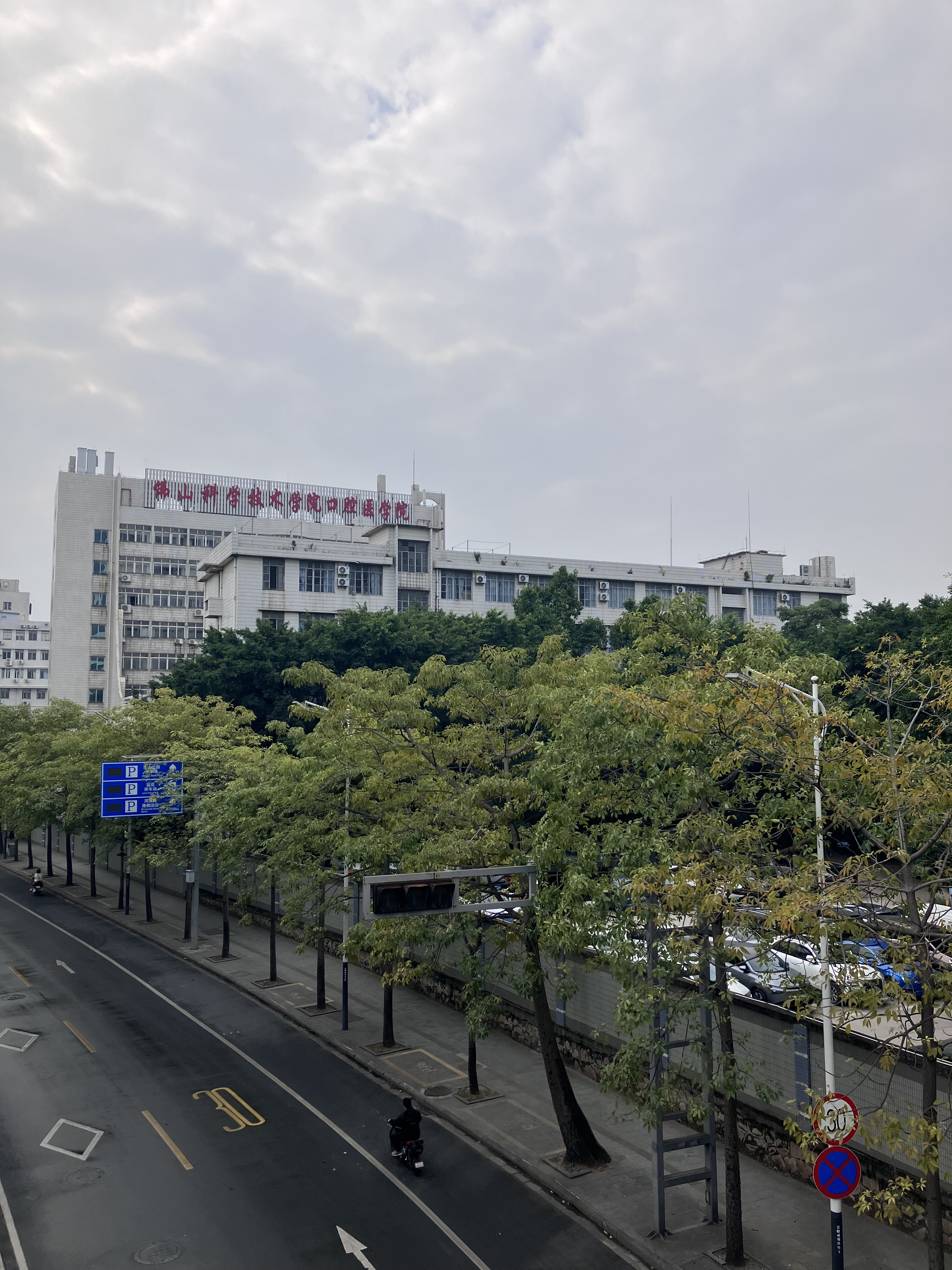
河濱校區
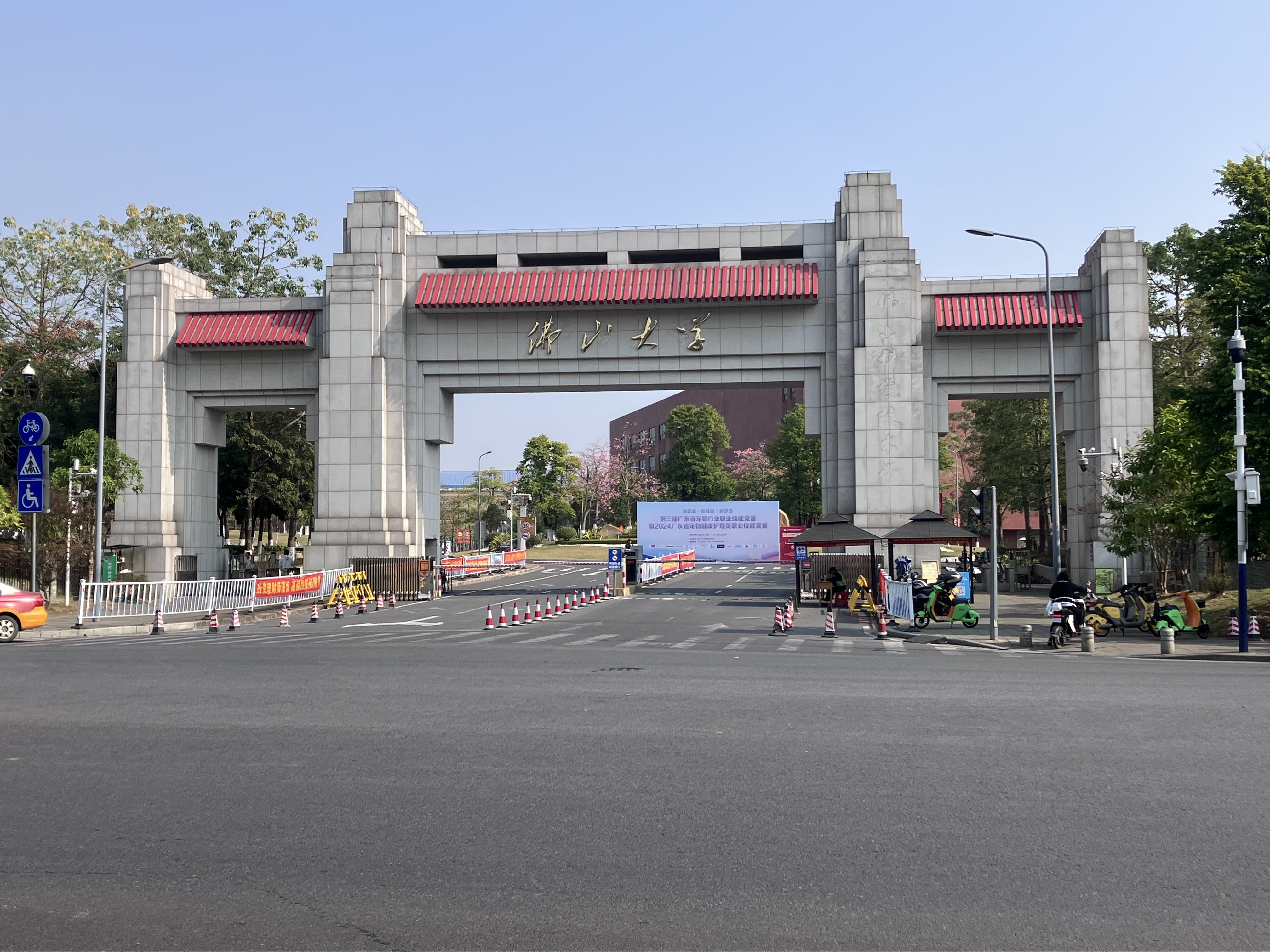
仙溪校區

## 附属医院
- 佛山大学附属口腔医院（佛山市口腔医院）[10]
- 佛山大学附属第三医院（佛山市第三人民医院、佛山市精神卫生中心）[11]
- 佛山大学附属佛山市第五人民医院（佛山市第五人民医院、佛山市康复医院）[12]